# سامسونج جالكسي أي 5 (2015)
سامسونج جالكسي A5 (بالإنجليزية: Samsung Galaxy A5)‏ هو هاتف ذكي يعمل بنظام أندرويد، أنتجته شركة سامسونج في ديسمبر من عام 2014.

## المواصفات

### الشاشة
الشاشة بقياس 5 بوصات وبدقة عرض 720x1280 بكسل، وكثافة 294 بكسل في البوصة الواحدة، أما تقنية العرض فهي سوبر أموليد، وتدعم الشاشة تقنية اللمس المتعدد، كما أن لديها أجهزة لقياس التسارع والإضاءة والبعد وجهاز قياس التوازن الذي يستخدم عادة مع الألعاب.

### نظام التشغيل والمعالجة والذاكرة
نظام التشغيل للجهاز هو أندرويد من الإصدار 4.4، والمعالج من نوع كوالكوم بسرعة 1.2 جيجاهرتز رباعي النوى ومعالج الرسوميات من نوع أدرينو 306، أما الذاكرة الداخلية للجهاز فهي بسعة 16 جيجابايت وذاكرة الرام بسعة 2 جيجابايت، ويمكن للجهاز استقبال بطاقة ذاكرة بسعة 64 جيجابايت.

### الكاميرا
الكاميرا الخلفية بدقة 13 ميجابكسل مع فلاش LED، وتقنية التركيز الآلي ودقة تصوير الفيديو 1080 بكسل (Full HD)، أما الكاميرا الأمامية فبدقة 5 ميجابكسل ودقة تصوير الفيديو فيها 1080 بكسل. ميزات للكاميرا: التصوير البانورامي وتحديد الوجه والتركيز باللمس.

### الصوتيات
نظام الوسائط المتعددة هو Android media player، ويمكن له تشغيل ملفات بصيغة WAV وOGG وإم بي 3 وMP4، ولدى الجهاز ميزة ميوزك سكوير، وهو قادر على تسجيل الأصوات.

### الإنترنت
متصفح الإنترنت في الجهاز هو Android Browser، كما يحمل تقنية واي فاي ومن ميزاته في هذا المجال تقنية موجة الواي فاي، ومن تقنيات التراسل POP3 وMMS.

### الاتصال
جيل الاتصالات لهذا الجهاز هو الجيل الرابع، وهو قادر على الاتصال هاتفيا بطريقة الفيديو، أما اليو إس بي فيه فهو من الإصدار الثاني والبلوتوث من الإصدار الرابع.

### جسم الجهاز
أبعاد الجهاز هي 6.7 مليمتر سمكا و69.7 مليمتر عرضا و139.3 مليمتر سمكا، وكتلة الجهاز 123 غرام، وهو مغلف بطبقة من زجاج غوريلا من الإصدار الرابع.

### باقي المواصفات
بطارية الجهاز بسعة 2300 ملي أمبير وغير قابلة للنزع، ويمكن للجهاز تشغيل راديو إف إم، ومدخل سماعة الرأس بقطر 3.5 مليمتر.